# Louisianina
Louisianina es un género de foraminífero bentónico de la familia Lousianinidae, de la superfamilia Planorbulinoidea, del suborden Rotaliina y del orden Rotaliida. Su especie tipo es Louisianina pflumi. Su rango cronoestratigráfico abarca desde el Pleistoceno hasta la Actualidad.

## Clasificación
Louisianina incluye a las siguientes especies:
- Louisianina pflumi